# Jean Urkia
Jean Pierre Urkia, né le 27 novembre 1918 à Espelette dans les Basses-Pyrénées et mort le 21 décembre 2011 à Montbeton en Tarn-et-Garonne est un évêque catholique français et basque, membre des Missions étrangères de Paris (MEP) et vicaire apostolique de Paksé au Laos de 1967 à 1975.

## Repères biographiques

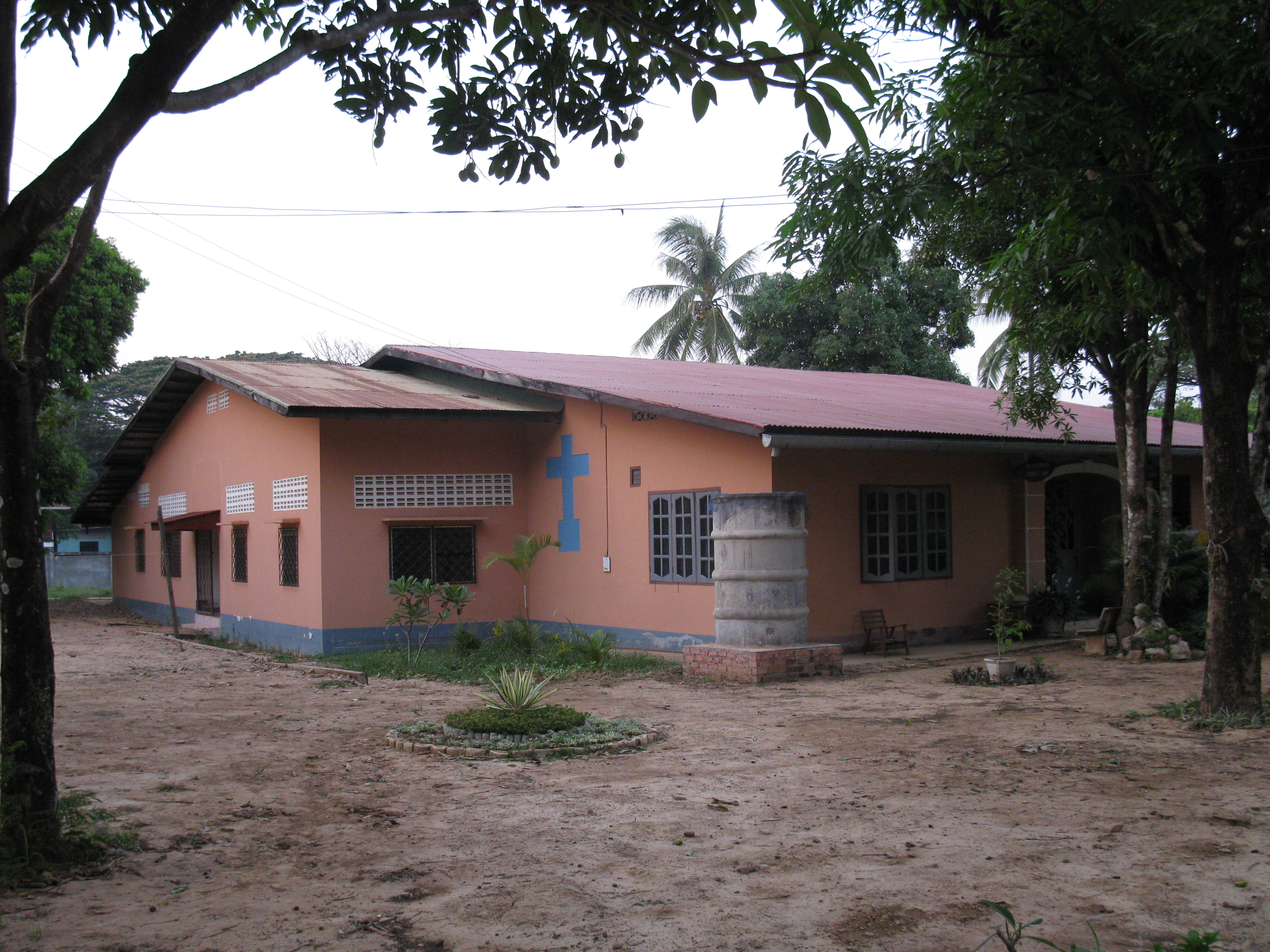
Le séminaire de Thakhek.

Jean Urkia a été ordonné prêtre le 29 juin 1942 pour les Missions étrangères de Paris. Il est aumônier du 2e régiment étranger en 1946. Il est envoyé en 1947 à Saïgon qui se relève à peine de l'occupation japonaise, puis il est envoyé à sa demande en 1953 au Laos, l'année où ce pays accède à l'indépendance. Il étudie la langue dans le sud du pays, puis devient curé de Tha Ngam en 1954 et curé de Siangvang en 1957. Il dirige le séminaire de Thakhek, jusqu'en 1965 et retourne à Siangvang. Avec la guerre d'Indochine et la guérilla communiste, le pays est entré dans de longues décennies de guerre civile. Les martyrs du Laos (béatifiés en décembre 2016) sont des témoins des sanglantes lignes de fracture qui se produisent à cette époque.
Nommé évêque titulaire (ou in partibus) de Masclianae (de) et vicaire apostolique de Paksé au Laos le 12 juin 1967, il est consacré le 27 septembre suivant. Le pays vit dans une guerre civile plus ou moins directe avec l'avancée du Pathet Lao communiste venu du nord et soutenu par le Vietnam du Nord et la Chine. Des baptisés et des missionnaires sont assassinés.
Il démissionne huit ans plus tard, à l'âge de 56 ans, le 10 juillet 1975 lorsque les autorités communistes du pays, qui ont fini par s'emparer de tout le pays, expulsent tous les missionnaires. Il reprend ensuite des fonctions missionnaires, au Brésil, avant de rentrer en France en 1989, où il est supérieur de la maison de repos de la Société à  Montbeton. En 1993, il est supérieur de la maison Saint-Jean-de-Dieu de Marseille. Il retourne à Montbeton en 2004 où il meurt en 2011.